# Naturschutz

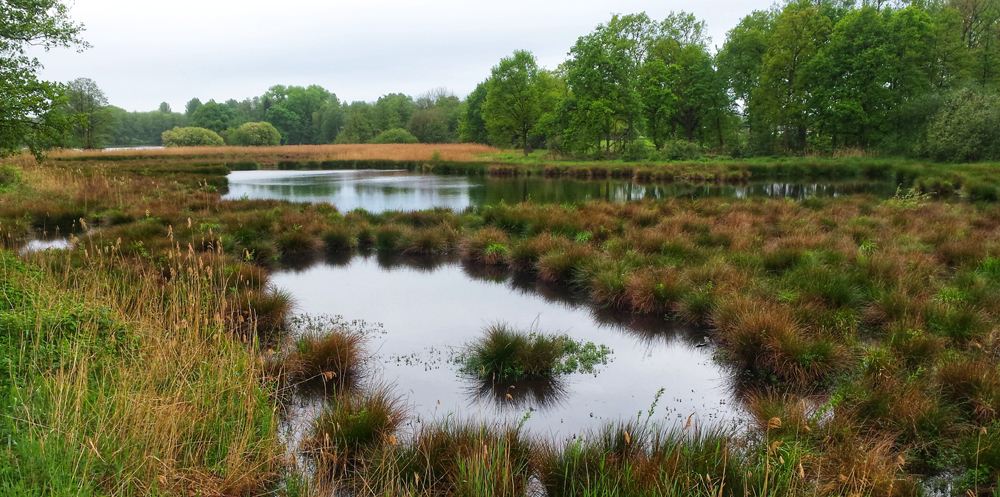
Naturschutzprojekt am Niederrhein. Rohrdommelprojekt der Biologischen Station Krickenbecker Seen e. V.

Der Begriff Naturschutz umfasst Maßnahmen zur Erhaltung der Biodiversität (also der Artenvielfalt, Ökosystemvielfalt und genetischen Vielfalt). Er beinhaltet Maßnahmen des Artenschutzes sowie zum Management von Ökosystemen und zur Wiederherstellung gestörter ökologischer Zusammenhänge. Grundlage sind ein zugeschriebener eigener Wert der Natur beziehungsweise bestimmter Lebensräume und das Wissen darum, dass eine Übernutzung und Zerstörung von Natur und Landschaft sowie die damit einhergehende Verringerung der Biodiversität und Artenvielfalt dramatische und katastrophale Folgen für den Naturhaushalt und letztlich auch für die Nutzbarkeit durch den Menschen haben kann. Daher wird eine möglichst langfristige und nachhaltige Stärkung der Lebensgemeinschaften angestrebt.
Im deutschen Bundesnaturschutzgesetz werden dazu unter § 1 folgende drei Zielsetzungen unterschieden:
- Die Erhaltung der Vielfalt, Eigenart und Schönheit von Natur, Landschaft und Wildnis (ästhetisch-kulturelle Gründe; Natur als Sinnbild),
- die Erhaltung der Leistungsfähigkeit des Naturhaushaltes, wobei eine nachhaltige Nutzbarkeit der Natur durch den Menschen angestrebt wird (Natur als Ressource und Dienstleister), sowie
- die Erhaltung von Natur, insbesondere von Biodiversität auf der Artebene, aufgrund ihres eigenen Wertes (Natur als Selbstwert/Moralobjekt).[1]

Methodisch lässt sich der Naturschutz in den Biotopschutz, Artenschutz und Prozessschutz gliedern, wobei die Übergänge fließend sind.

## Ziele des Naturschutzes im deutschsprachigen Raum
Der Naturschutz in Deutschland ist seit 1935 stark verrechtlicht und so werden auch seine Ziele meist aus dem Gesetzeswerk abgeleitet. Ziel des Naturschutzes ist es demnach, Natur und Landschaft auf Grund ihres eigenen Wertes und als Lebensgrundlage des Menschen zu erhalten (§ 1 Bundesnaturschutzgesetz). Naturschutz ist somit eine öffentliche Aufgabe und dient dem in Art. 20a Grundgesetz verankerten Staatsziel. In der Schweiz wird er durch Art. 78 Verfassung und das auf dem Verfassungsartikel basierenden Bundesgesetz über den Natur- und Heimatschutz (NHG) geregelt. Viele Menschen, die im Naturschutz arbeiten oder dessen Arbeit unterstützen, verbinden damit auch weitergehende Erwartungen und Motive, die sich aus der geistesgeschichtlichen Herkunft des Naturschutzes ergeben. Dazu gehören z. B. ethische Gründe wie Tierschutz oder emotionale wie Heimatverbundenheit. Als gesellschaftliche Bewegung wird Naturschutz stark vom Ehrenamt getragen. Naturschutz ist z. B. in den Bereichen der Umsetzung Kulturlandschaftsprogramme, Flächenplanung und der Umsetzung von Bundesprojekten auch ein eigenes Berufsfeld.

## Argumente für den Naturschutz
Die Botanikerin Otti Wilmanns formuliert 1987 fünf Argumente für den Naturschutz:
1. Ethisches Argument: Da der Mensch über Sein oder Nichtsein aller anderen Arten entscheiden kann, hat er aus ethischen Gründen das Recht aller Organismen auf Leben zu achten.
2. Theoretisch-wissenschaftliches Argument: Einzelne Arten, Biozönosen und Landschaften sind Gegenstand unseres Erkenntnisstrebens. Sehr viele Zusammenhänge können prinzipiell nur in ungestörten Lebensräumen studiert werden. Nur aus den entsprechenden Forschungsergebnissen können auch heutige und künftige Probleme der Menschheit gelöst werden.
3. Pragmatisches Argument: Da der Mensch Naturgüter für sein Überleben benötigt, muss er sie für die Gegenwart und für kommende Generationen erhalten. So sollen Wildformen oder Landsorten von Kulturpflanzen für Resistenzzüchtungen erhalten werden. Pflanzen bzw. deren Inhaltsstoffe können für künftige Generationen pharmazeutisch von Bedeutung werden.
4. Anthropobiologisches Argument: Der Mensch benötigt die Natur als Ausgleich und Anregung. Die Bindung zu einer Heimatlandschaft gehört zum Identitätsbewusstsein eines jeden Individuums.
5. Historisch-kulturelles Argument: Naturschutz bezieht sich auf Landschaftsteile, die durch jahrhundertelange bäuerliche Nutzung entstanden sind. Diese Landschaften sind Dokumente der menschlichen Kultur und deshalb ähnlich Kunstwerken erhaltenswert.

## Schutzgüter des Naturschutzes
Zum Naturhaushalt gehören abiotische und biotische Bestandteile des Naturhaushaltes sowie deren Wechselwirkungen. Als abiotisch werden Böden, Gewässer, Meere (Meeresschutz), Klima, Luft, Biotope sowie auch das Landschaftsbild angesehen. Biotische Bestandteile des Naturhaushaltes sind Fauna und Vegetation. Wechselwirkungen laufen zwischen den Bestandteilen als komplizierte Interaktionen ab (Landschaftsökologie). Die einzelnen Bestandteile dieses komplexen Systems des Naturhaushaltes sind zu schützen, weil sie sonst ihre Funktion nicht mehr erfüllen können. Eingeschränkte oder verlorene Funktionen können schwerwiegende Auswirkungen auch auf den Menschen haben. Funktionen des Naturhaushaltes für den Menschen sind Siedlungsraum und Wirtschaftsstandort (Nahrungsmittel, Rohstoffe, Verarbeitung, Verkehr), Erholung, Gesundheit.

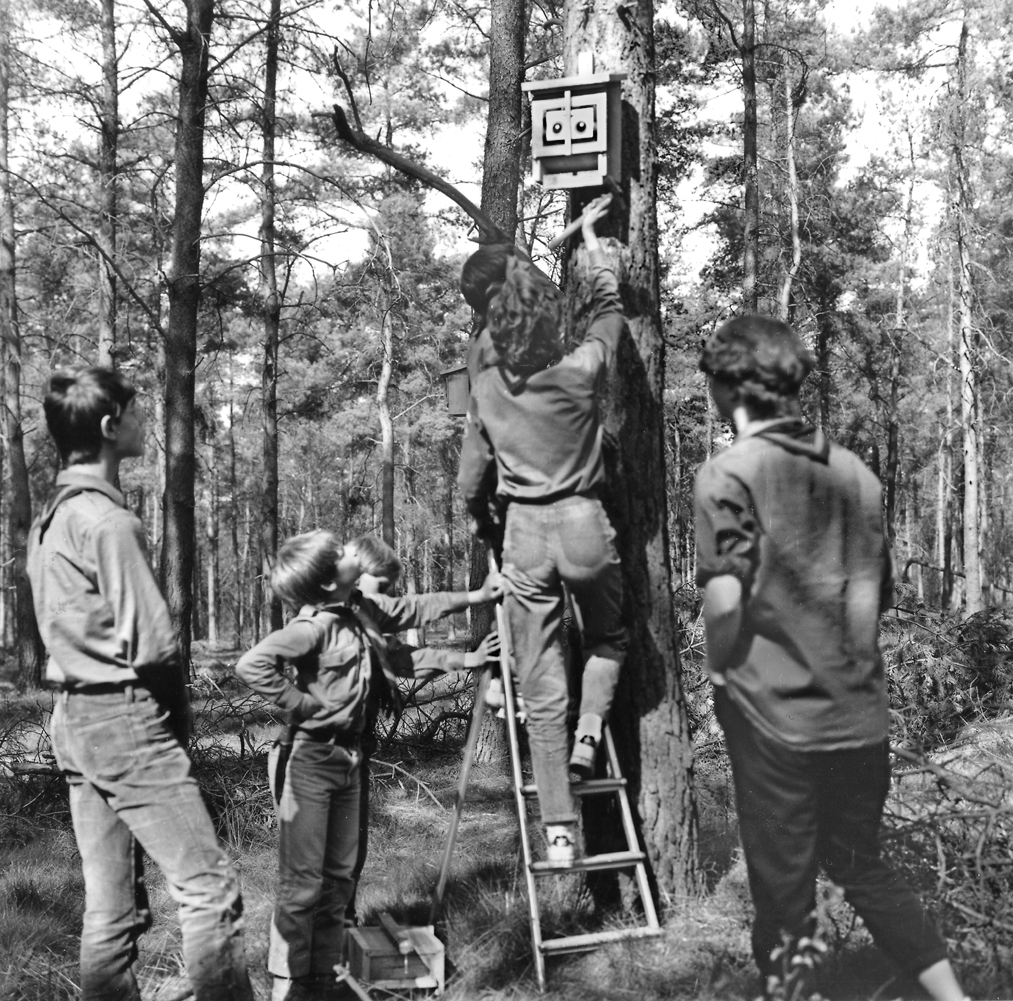
Praktischer Naturschutz: Zur Wiederansiedlung von Fledermäusen bringt die Waldjugend entsprechende Holzkästen an. Aufnahme 1984.

Wichtige Gegenstände des Naturschutzes sind Naturlandschaften und Kulturlandschaften, Naturdenkmäler u. a. Schutzgebiete und Landschaftsbestandteile sowie seltene, in ihrem Bestand gefährdete Pflanzen, Tiere, und Biotope, in ihren Ökosystemen und mit ihren Standorten. Der Naturschutz beschäftigt sich daher auch mit den Standortfaktoren: Bodenschutz, Mikroklima, Luftreinhaltung und Lärmschutz sowie anderen potenziell schädlichen Einflüssen wie zum Beispiel Licht, Bewegung, Zerschneidung und Isolation von Lebensräumen. In den letzten Jahrzehnten hat auch der Naturschutz innerhalb menschlicher Siedlungen und auf landwirtschaftlich genutzten Flächen an Bedeutung gewonnen.
Die praktische Naturschutzarbeit wird vor allem auf regionaler und lokaler Ebene geleistet. Die rechtlichen Instrumente des Naturschutzes sind allerdings in vielen Ländern auf nationaler Ebene verankert. Innerhalb der Europäischen Union gewinnen auch europaweite Programme und Regelungen an Bedeutung (z. B. Natura 2000, oder auch die Europäische Wasserrahmenrichtlinie, die indirekt große Auswirkungen auf den Naturschutz haben wird).
Innerhalb des Naturschutzes gibt es unterschiedliche Strömungen/Bewegungen. Dies zeigt sich z. B. daran, dass sich eine Mehrheit für die Erreichung einer maximal möglichen Artenvielfalt durch Förderung einer reichgestaltigen Landnutzung/Landschaftspflege einsetzt, nicht wenige aber kompromisslos für den Prozessschutz kämpfen, der unter mitteleuropäischen Bedingungen zur Entwicklung natürlicher Wälder führt, die aber je nach Vegetationstyp relativ artenarm sein können. Unterschiedliche Interessensschwerpunkte der Naturschützer haben nicht selten gravierende Zielkonflikte zur Folge, denn Maßnahmen, die bestimmten Vegetationstypen dienen, können ggf. ungünstig für einen Teil der angestammten Vogelwelt sein.
Der Paradigmenwechsel in der wissenschaftlichen Ökologie, die in der zweiten Hälfte des 20. Jahrhunderts die Vorstellung vom ökologischen Gleichgewicht aufgab und ein dynamisches Verständnis von Natur im Rahmen der Störungsökologie entwickelte, hatte auch Auswirkungen auf die Grundlagen des Naturschutzes. Die Vorstellung einer sich ständig anpassenden Natur schien im Gegensatz zur Bewahrung im Sinne des Biotopschutzes zu stehen. Einflussreich war auch die Entwicklung der Umweltgeschichte als wissenschaftlicher Disziplin, die einen längerfristigen Betrachtungsrahmen einführte.
Als vermittelnde Position wird im 21. Jahrhundert zunehmend das Konzept der Resilienz vertreten. Naturschutz hat demzufolge die Aufgabe, die Resilienz von Ökosystemen zu erhöhen oder das Ausmaß von Störungen so zu begrenzen, dass die Dynamik des Systems unterhalb seiner Widerstandskraft gegen Störungen liegt. Das Konzept wurde schon in den 1970er Jahren von Crawford Stanley Holling begonnen und seither weiter entwickelt.

## Folgen für die lokale Bevölkerung
Die Folgen der Einrichtung von Großschutzgebieten auf die lokale Bevölkerung werden unterschiedlich eingeschätzt. Der Auffassung, dass Großschutzgebiete den Bewohnern ihre wirtschaftliche Grundlage entziehen, steht die Auffassung entgegen, dass ihre Einrichtung sich positiv auf die wirtschaftliche Lage der Bevölkerung auswirke. Negative Folgen für die lokale Bevölkerung werden in Nutzungsbeschränkungen, Umsiedlungen bis hin zu Vertreibungen aus bestimmten Schutzzonen und in der damit verbundenen Auflösung traditioneller Wirtschaftsweisen und Sozialstrukturen gesehen. Reste traditioneller Lebensweisen würden in einigen Ländern durch die touristische Erschließung der Schutzgebiete zur exotischen Staffage. Insgesamt würden durch die Schutzmaßnahmen autarke Strukturen durch die Abhängigkeit von externen Faktoren, z. B. internationale Fördermittel ersetzt. Dagegen werden positive Folgen darin gesehen, dass Großschutzgebiete wirtschaftlich attraktiv seien, so dass an ihrem Rand ein etwa doppelt so hohes Bevölkerungswachstum stattfinde, wie im Durchschnitt der Großregion, der das Schutzgebiet angehört. Als Gründe gelten die Fördermittel, die die internationale Gemeinschaft für die Einrichtung von Schutzgebieten zur Verfügung stellt und durch die die Infrastruktur und die Sicherheitslage verbessert werde, sowie Einkünfte aus dem Tourismus.

## Unterschied zum Umweltschutz
Der Naturschutz betrachtet alle Nutzungen von Böden und Gewässern, die seine Belange beeinträchtigen können; dies können auch solche sein, die für Menschen uninteressant sind (z. B. bei Ödland). Der Umweltschutz betrachtet alle Aktivitäten des Menschen, die mit einer Gefahr für Ökosysteme und die Artenvielfalt verbunden sein könnten. Während der Naturschutz seinen Blick auf den Naturhaushalt als Ganzes richtet und schädliche menschliche Einflüsse am Ort ihres Einwirkens bekämpfen möchte, zielt der Umweltschutz eher darauf ab, die menschlichen Aktivitäten, die die Ursache von Umweltschäden sind, zu bekämpfen.
- Beim Klima geht es dem Naturschutz meistens um das Mikroklima/Bestandsklima und dessen Erhalt als wichtige Größe in Ökosystemen. Der Klimaschutz des Umweltschutzes beschäftigt sich hingegen mit dem Großklima. Bei der Frage, ob Kleinwasserkraftwerke oder Windkraftanlagen die Umwelt eher schonen oder ihr eher schaden, gibt es häufig Meinungsverschiedenheiten zwischen Umwelt- und Naturschützern.
- Während der Umweltschutz versucht, das Waldsterben durch Luftreinhaltung zu bremsen, versucht der Naturschutz, die geschädigten Wälder wiederherzustellen und zu erhalten. Besonders im letzten Fall wird deutlich: Der Naturschutz muss dabei lokal agieren, um Landbesitzer, Land- und Forstwirte von den Vorhaben zu überzeugen; er muss geeignete Pflanzen auswählen, die den veränderten Umweltbedingungen gerecht werden, er muss auch durch andere Maßnahmen die Folgeschäden des Waldsterbens bekämpfen.

## Rechtliche Instrumente des Naturschutzes
In Deutschland ist die Grundlage für den Naturschutz in Art. 20a GG verankert. In Folge ist die Gesetzgebungskompetenz für den Naturschutz zwischen Bund und Ländern aufgeteilt. Vor der Föderalismusreform besaß der Bund nur eine Kompetenz zur Rahmengesetzgebung, aufgrund der er das Bundesnaturschutzgesetz erlassen hat. Die Länder haben jeweils eigene Landesnaturschutzgesetze, die das früher als Landesrecht fortgeltende Reichsnaturschutzgesetz von 1935 abgelöst haben. Heute hat der Bund zwar die Gesetzgebungskompetenz im Bereich des Naturschutzes, doch haben die Länder eine Abweichungskompetenz (Art. 72 Abs. 3 GG). Zu den nationalen Regelungen treten zahlreiche internationale Abkommen sowie Programme und einzelne Richtlinien der Europäischen Union. Die zentrale wissenschaftliche Behörde des Bundes für den nationalen und internationalen Naturschutz ist das Bundesamt für Naturschutz.
In der Schweiz besteht im Bereich des Landschaftsschutzes eine geteilte Zuständigkeit von Bund und Kantonen (Art. 78 Abs. 1 und 2 BV); im Bereich des eigentlichen Naturschutzes (Biotop- und Artenschutz) hat der Bund dagegen eine umfassende Gesetzgebungskompetenz (Art. 78 Abs. 4 und 5 BV), welche er auch weitgehend ausgeschöpft hat (Art. 18 ff. des Natur- und Heimatschutzgesetzes).

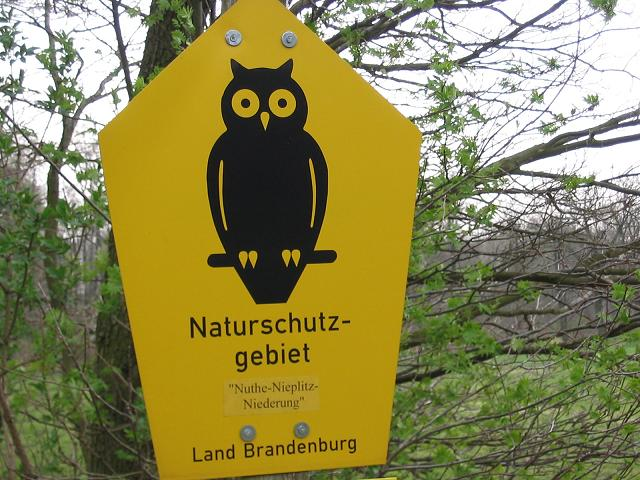
Schild Naturschutzgebiet in Deutschland

- Naturschutzgesetze in Deutschland:
  - Bundesnaturschutzgesetz
  - Naturschutzgesetze der Länder

- Begriffe (Deutschland: §§ des Bundesnaturschutzgesetzes)
  - Naturschutzgebiet (Deutschland: § 23)
  - Nationalpark (Deutschland: § 24, Schweiz: Nationalparkgesetz) – (Liste der Nationalparks)
  - Biosphärenreservat (Deutschland: § 25)
  - Landschaftsschutzgebiet (Deutschland: § 26)
  - Naturpark (Deutschland: § 27) – (Liste der Naturparks in Deutschland)
  - Naturdenkmal (Deutschland: § 28)
  - Geschützte Landschaftsbestandteile (Deutschland: § 29)
  - Gesetzlich geschütztes Biotop (Deutschland: § 30)
  - Wasserschutzgebiet (dient der quantitativen und qualitativen Aufrechterhaltung der Wasserversorgung der Bevölkerung), keine Naturschutzkategorie im eigentlichen Sinne.
  - Moorlandschaften (Schweiz: Art. 23 NHG)
  - Auengebiet von nationaler Bedeutung (Schweiz: Art. 18a Abs. 1 und 3 NHG)

- Europäisches Recht
  - Natura 2000. (In deutsches Recht übernommen: §§ 31–34)
    - Fauna-Flora-Habitat-Richtlinie (FFH-Richtlinie) – Richtlinie 92/43/EWG[9]
    - Vogelschutzrichtlinie – Richtlinie 79/409/EWG[10]

- Internationale Abkommen (Auswahl):
- (Weitere Abkommen siehe Liste internationaler Umweltabkommen)
  - Biosphärenreservat (1970) – UNESCO-Programm „Der Mensch und die Biosphäre“
  - Ramsar-Konvention (1971) – Übereinkommen über Feuchtgebiete, insbesondere als Lebensraum für Watt- und Wasservögel, von internationaler Bedeutung
  - CITES (Washingtoner Artenschutzabkommen) (1973) – Übereinkommen über den Handel mit gefährdeten Arten freilebender Tiere und Pflanzen
  - Helsinki-Konvention (1974) – Übereinkommen zum Schutz der Meeresumwelt und der Ostseegebiete
  - UNESCO-Welterbe (1975) – UNESCO-Konvention zum Schutz des Kultur- und Naturerbes der Welt
  - Berner Konvention (1979) – Europäisches Artenschutzübereinkommen
  - Bonner Konvention (1979) – Übereinkommen zur Erhaltung der wandernden wildlebenden Tierarten
  - Internationales Tropenholz-Übereinkommen (1983)
  - Alpenkonvention (1991) – Übereinkommen zum Schutz der Alpen
  - Konvention von Rio (1992) – Übereinkommen über die biologische Vielfalt
  - OSPAR (1992) – Übereinkommen zum Schutz der Meeresumwelt des Nordost-Atlantiks

## Naturschutz als Studium und Beruf
Die Verwirklichung der Ziele des Naturschutzes ist Aufgabe eines Landschaftsplaners. In den Fachbehörden arbeiten Absolventen der Landschaftsplanung oder verwandter Studiengänge. Unter letzteres fällt insbesondere die Landschaftsarchitektur und früher die Landespflege, Absolventen dieser Studiengänge stellen einen Großteil des in Naturschutzbehörden tätigen Fachpersonals. Aber auch Biologie, Umweltwissenschaften, Agrarwissenschaften und Forstwissenschaft sowie die Absolventen anderer Studiengänge kommen in Frage.
Wie auch in vielen anderen staatlichen Bereichen üblich, werden die nicht-hoheitlichen Aufgaben des Naturschutzes überwiegend außerhalb der Behörden bearbeitet. Für die meisten fachlichen Aufgaben, wie z. B. Pflegepläne (Managementpläne) für Naturschutzgebiete, beauftragen die Behörden in der Regel Externe, meist freiberuflich tätige Landespfleger, Landschaftsplaner bzw. Biologen oder entsprechende Fachbüros. Aufgrund der begrenzten Finanzmittel, die dem Naturschutz zur Verfügung stehen, ist für diese Berufsfelder die Tätigkeit direkt für den Naturschutz meist nur ein geringer Anteil ihres Tätigkeitsfeldes. Wichtiger sind in der Regel die planerische Bewältigung von Eingriffsfolgen im Rahmen von Umweltverträglichkeitsprüfungen, landschaftspflegerischen Begleitplänen, der Eingriffsregelung nach Bundesnaturschutzgesetz oder Umweltberichten (nach Baugesetzbuch). Ein großer Teil der praktischen Naturschutzarbeit wird unbezahlt und ehrenamtlich von Naturschutzverbänden geleistet. Teilweise haben diese im Rahmen der Professionalisierung ihrer Arbeit damit begonnen, hauptamtliche Kräfte einzustellen. Auch andere Träger öffentlich geförderter Naturschutzprojekte wie z. B. Naturparkvereine, Gebietskörperschaften, Schutzgebietsverwaltungen, Landschaftspflegeverbände u. ä. stellen für diese Zwecke Fachpersonal ein.
Der einzige nicht-akademische Beruf mit staatlicher Anerkennung im Naturschutz ist der „Geprüfter Natur- und Landschaftspfleger/in“. der meistens als „Ranger“ bezeichnet wird.

## Geschichte des Naturschutzes in Deutschland

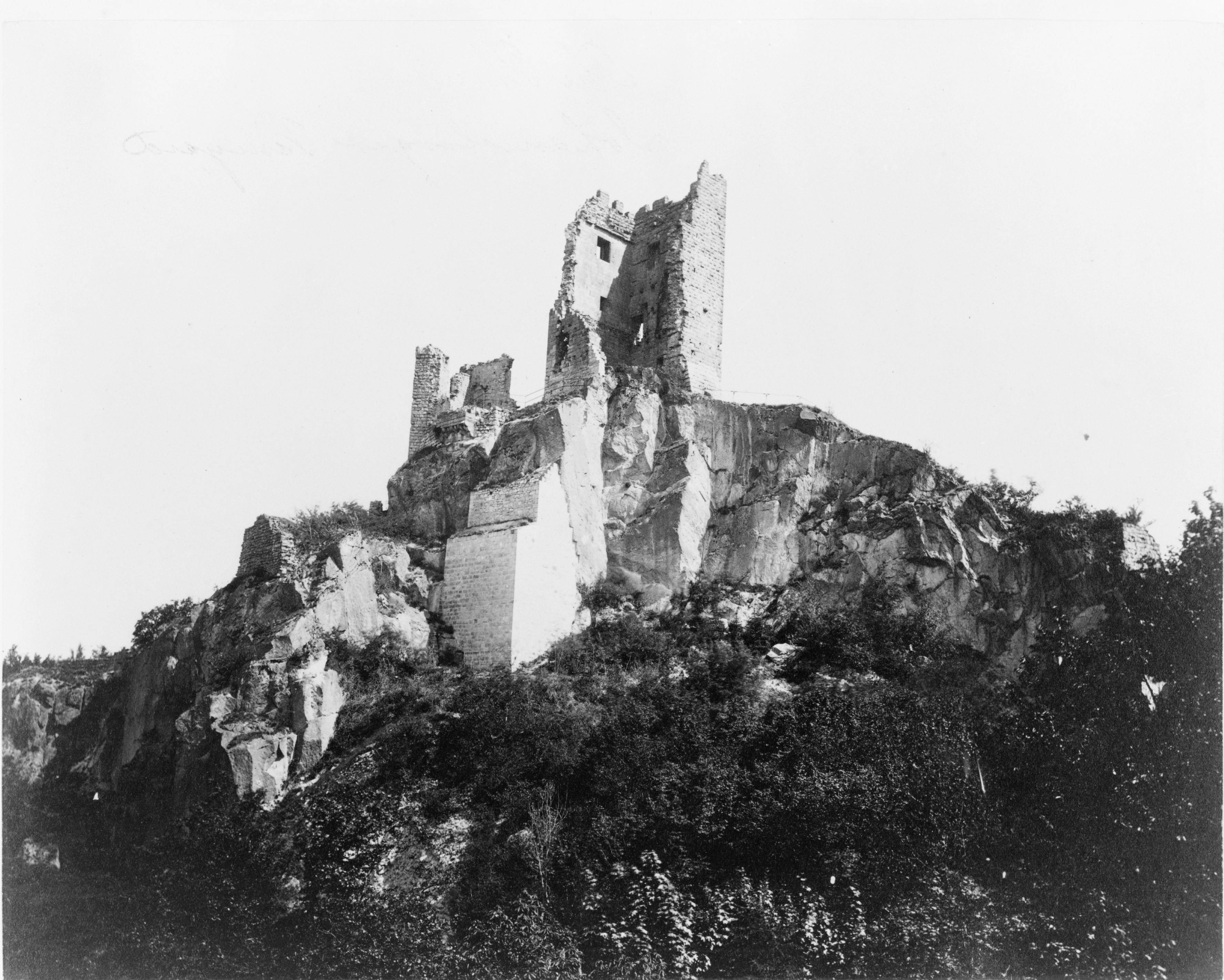
Drachenfels und Wolkenburg (um 1880)

Die Geschichte des Naturschutzes in Deutschland lässt sich nicht auf einen Ursprung reduzieren, da der Naturschutzgedanke im 18. und 19. Jahrhundert von mehreren weltanschaulichen Strömungen wie dem Utilitarismus oder dem Naturalismus, aber auch von religiösen und ästhetischen Idealen, beeinflusst wurde. Als einer der ersten Förderer wird der Naturforscher und Forstwissenschaftler Johann Matthäus Bechstein (1757–1822) gesehen. Prägend war der Naturforscher Alexander von Humboldt (1769–1859), der mit seinem Werk Kosmos große Popularität erlangte und auf den der Begriff des Naturdenkmals zurückgeht. Er übertrug in seinen Beschreibungen die um 1800 aufgekommene Idee des kulturhistorischen Monuments auf Objekte der Natur. Als erster Akt praktischen Naturschutzes in Deutschland gilt der Ankauf des Drachenfels im Siebengebirge im Jahr 1836 unter dem preußischen König Friedrich Wilhelm III., der den weiteren Abbau des Drachenfels-Trachyts für den Bau des Kölner Doms verhinderte. Die Beweggründe lagen dabei vor allem im Erhalt eines „romantisch aufgeladenen National-Symbols“. Offiziell unter Naturschutz gestellt wurde der Drachenfels mitsamt der Burganlage erst im Jahr 1922.
Im Verlauf des 19. Jahrhunderts wuchs – parallel zur Nutzbarmachung und Beanspruchung der natürlichen Ressourcen durch technischen Fortschritt, Industrialisierung und Verstädterung – das gesellschaftliche Bewusstsein für die Schutzwürdigkeit der Natur.

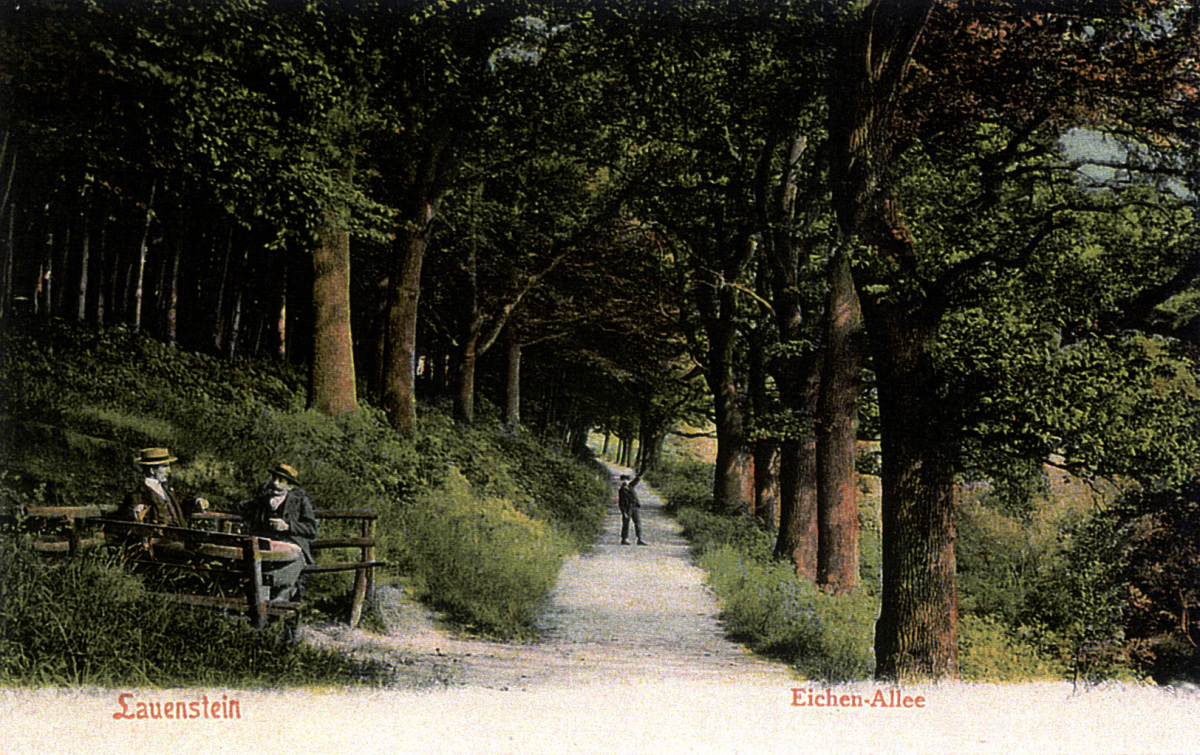
Die von Ernst Rudorff vor der Abholzung gerettete Eichen-Allee hinter der Knabenburg im Weserbergland. Kolorierte Ansichtskarte, um 1900.

Der Naturforscher Philipp Leopold Martin verwendete 1871 in seiner Aufsatzreihe „Das Deutsche Reich und der internationale Thierschutz“ als Erster den Begriff „Naturschutz“ in seiner heutigen Bedeutung; diese Publikation kann zudem als erste deutschsprachige programmatische Naturschutzschrift angesehen werden.
Als im Jahr 1886 die jahrhundertealte Eichen-Allee am Fuß des Krähenberges hinter der Knabenburg im Weserbergland für eine Flurbereinigung gefällt werden sollte, kaufte der Berliner Komponist Ernst Rudorff, der Ende des 19. Jahrhunderts die Knabenburg häufig als Sommersitz nutzte, die gesamte Allee kurzerhand dem zuständigen Magistrat in Lauenstein ab, um die Bäume vor der Abholzung zu retten. Diese Handlung „stellt eine der frühesten zivilgesellschaftlichen Naturschutzaktionen dar.“
Im 19. Jahrhundert entstanden auch die ersten Naturschutzvereine in Deutschland. Um die Wende vom 19. zum 20. Jahrhundert setzten Naturschützer sich für größere Schutzflächen, über den Artenschutz hinausgehende großräumige Landschaftspflege ein und stellten Forderungen nach gesetzlichen Regelungen. Das Jahr 1906 gilt mit der Gründung der Staatlichen Stelle für Naturdenkmalpflege in Preußen als Anfang für den staatlichen Naturschutz in Deutschland. Während der Weimarer Republik gelangten naturschutzrechtliche Gedanken zwar mit Art. 150 WRV in die Verfassung, blieb aufgrund von Streit um Eigentumsfragen und Kompetenzen im Föderalismus jedoch ohne weitere Ausgestaltung.

### NS-Zeit

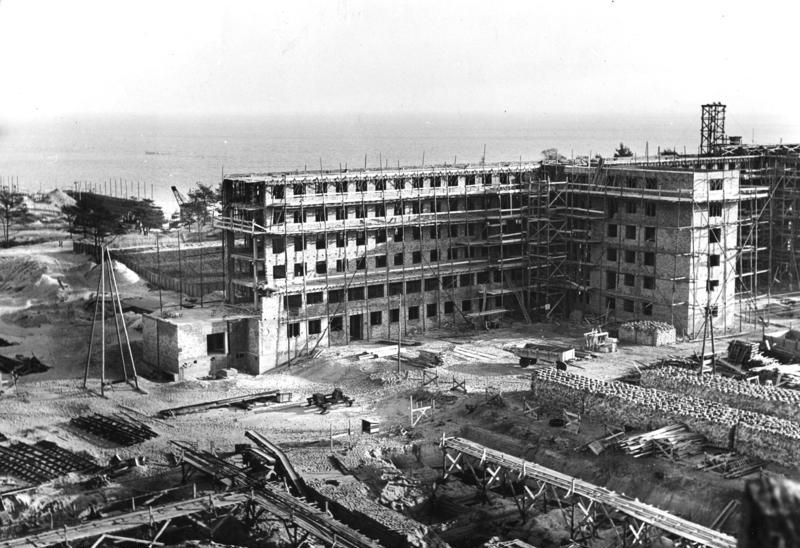
Bau des KdF-Heims auf dem ehemals bewaldeten und unter Naturschutz stehenden Höhenzug Prora auf Rügen (1937)

Mit dem Gleichschaltungsgesetz vom 31. März 1933 und der darauffolgenden Abschaffung der Länder mussten viele ihrer Gesetze in eine nationale Gesetzgebung überführt werden. 1934 mit dem Reichsjagdgesetz und 1935 mit dem Reichsnaturschutzgesetz setzte sich das NS-Regime zentralistisch gegen die Länder durch. Den Naturschutz im Nationalsozialismus prägte zunächst das im Juni 1935 erlassene Reichsnaturschutzgesetz, eine umfassende gesetzliche Neuregelung, die als großer Fortschritt galt. Das eindeutig nationalsozialistische Gesetz wurde insbesondere von Hans Klose (1880–1963) beeinflusst, einem der wichtigsten Naturschützer der Weimarer Republik, des Nationalsozialismus und der frühen Bundesrepublik. Klose war NSDAP-Mitglied. Noch stärker rassistische Züge zeigte Walther Schoenichen, der bis 1938 die Reichsstelle für Naturschutz führte.
Auch die führenden Naturschutzverbände wie der Reichsbund für Vogelschutz und der Bund Naturschutz in Bayern ordneten sich bereitwillig dem Nationalsozialismus unter. Ebenso nah stand Alwin Seifert, der sogenannte „Reichslandschaftsanwalt“, führenden NS-Politikern und arbeitete eng mit Fritz Todt und Albert Speer zusammen. Dabei ging es zunächst um die Begrünung und Eingliederung der Reichsautobahnen in die Landschaft, dann aber auch um die Grüntarnung des Westwalls. Die mit ihm eng verbundenen Landschaftsanwälte bekamen durch ihren Kontakt zu Wehrmacht und SS die Aufgabe, weitere Wehrbauten wie Kasernen oder auch die Führerhauptquartiere zu tarnen.
Ihre Kompetenz floss in die Schaffung von „deutschen Wehrlandschaften“ in Osteuropa ein, in den sogenannten Generalplan Ost, eine verbrecherische, teilweise umgesetzte Planung. Landschaftsanwälte waren auch in Auschwitz tätig und begrünten u. a. die Umgebung der Konzentrationslager im Sinne eines grünen Sichtschutzes.
Die Konkurrenz zwischen den einzelnen Zweigen des nationalsozialistischen Naturschutzes führte 1942 zu einer Absteckung der Einflusssphären. Während die Naturschützer das sogenannte Altreich als Aufgabe gestellt bekamen, sollten die Landschaftspfleger die von Wehrmacht und SS besetzten, angeblich verkommenen Gebiete insbesondere in Osteuropa neugestalten.
Wissenschaftlich hat insbesondere Reinhold Tüxen die Pflanzensoziologie mit Hilfe der Nationalsozialisten durch einen guten Kontakt zu Fritz Todt als eine Grundlage des Naturschutzes zum Durchbruch gebracht.
Dementsprechend war der Nationalsozialismus eine „Achsenzeit“ des Naturschutzes, und zwar nicht nur die Jahre 1935–1939, die Klose noch 1957 als „hohe Zeit“ bezeichnete.
Demgegenüber standen die Effekte der nationalsozialistischen Modernisierung und der Kriegswirtschaft auf Natur und Landschaft. Durch Intensivierung von Boden- und Waldnutzung, Trockenlegung von Mooren sowie durch industrielle und insbesondere militärische Eingriffe kam es zu massiven Naturzerstörungen. Auch direkte Zerstörungen von bereits ausgewiesenen Schutzflächen für monumentale Bauten kamen vor, so zum Beispiel 1936 beim Bau des Kdf-Heims in Prora auf Rügen, durch den wesentliche Teile des Naturschutzgebiets Schmale Heide zerstört wurden.

### Nach 1945
Nach Ende des Zweiten Weltkriegs wirkten sowohl in der SBZ/DDR wie auch in Westdeutschland nationalsozialistisch belastete Naturschützer weiter, auch Mitarbeiter des Generalplans Ost wie Konrad Meyer oder Heinrich Wiepking-Jürgensmann. Im Bund Naturschutz in Bayern wirkten bis Anfang der 1960er Jahre zahlreiche NSDAP-Mitglieder und -Funktionäre in der Verbandsleitung. Der Münchner Verleger Hans Hohenester, Nationalsozialist erster Stunde und von 1938 bis 1945 „Führer“ des BN gehörte bis Anfang der 1960er Jahre dem Ausschuss des BN an. Weitere Ausschussmitglieder des BN, die bis weit in die Nachkriegszeit aktiv waren, gehörten ebenfalls der NSDAP an, etwa Otto Kraus, Hans Stadler und Max Dingler. Der ehemalige Reichslandschaftsanwalt Alwin Seifert war von 1958 bis 1963 BN-Vorsitzender.
In der DDR änderten sich die politische Einbindung und Zielsetzung des Naturschutzes. Die einflussreichsten Planer wie Georg Pniower oder Reinhold Lingner waren politisch von der NS-Zeit unbelastet und der SED gegenüber loyal. An der praktischen Arbeit der Landschaftsplanung änderte sich wenig. Die Aufgaben blieben dieselben, Leitbild war weiterhin die Intensivierung der Landnutzung, für die auf Fachkräfte aus der Zeit des Nationalsozialismus, auch auf ehemalige Mitglieder der NSDAP, zurückgegriffen wurde; vielfach stammten diese aus dem Umfeld Alwin Seiferts.
In Westdeutschland kam es nur vereinzelt zu Entnazifizierungsverfahren, führende Personen aus der Zeit des Nationalsozialismus wie Heinrich Wiepking-Jürgensmann, Konrad Meyer oder Erhard Mäding hatten auch nach 1945 wieder hohe Positionen inne. Das Reichsnaturschutzgesetz galt bis zum Beschluss des Bundesnaturschutzgesetzes (BNatSchG) 1976 weiter.
Nach der Jahrtausendwende gab es von der Bundesregierung einige Versuche, den desaströsen Zustand der Biodiversität zu verbessern. Verbesserung sollte die Nationale Strategie zur biologischen Vielfalt (2007) bringen. Wesentliche Ziele wurden allerdings sowohl hinsichtlich des Zeitraumes als auch inhaltlich verfehlt. 2019 reagierte die Bundesregierung auf das festgestellte, massive Insektensterben mit einem Aktionsprogramm Insektenschutz, das allerdings wiederum von Wissenschaftlern als wenig ambitioniert bezeichnet wurde. Eine mittelfristige Verbesserung des Zustandes der Biodiversität scheint deshalb kaum erreichbar.

## Geschichte des Naturschutzes in Österreich
Im großen Herrschaftsgebiet von Österreich-Ungarn befanden sich noch im 19. Jahrhundert ausgedehnte Urwaldgebiete. Die Industrialisierung war noch nicht so weit fortgeschritten wie in anderen europäischen Ländern. Der Naturschutzgedanke begann daher erst vergleichsweise spät Fuß zu fassen.
1903 wurde das erste Naturdenkmalinventar im Ministerium für Cultus und Unterricht angelegt. 1912 gründete Adolf von Guttenberg den Österreichischen Verein Naturschutzpark, siehe Naturschutzbund Österreich. Gemeinsam mit dem bereits 1862 gegründeten Österreichischen Alpenverein markiert dieser den Beginn der bürgerlichen Tradition der österreichischen Naturschutzbewegung. Von der Wiener Arbeiterbewegung wurden 1895 die Naturfreunde (Touristen-Verein „Die Naturfreunde“) gegründet.
Wichtig für die gesetzliche Festschreibung von Naturschutzthemen war der Naturwissenschaftler und Museumsdirektor Günther Schlesinger. Er wurde 1917 in die Fachstelle für Naturschutz (Heimatpflegeverband, später Bundesdenkmalamt) berufen. 1924 zeichnete er gemeinsam mit dem Verwaltungsjuristen Adolf Julius Merkl für das erste Naturschutzgesetz Österreichs verantwortlich.

## Schweiz
Der Naturschutz ist in der Schweiz rechtlich im Natur- und Heimatschutzgesetz (NHG) auf Bundesebene geregelt. Im Bereich des eigentlichen Naturschutzes (Biotop- und Artenschutz) hat der Bund eine umfassende Gesetzgebungskompetenz (Art. 78 Abs. 4 und 5 BV), welche er auch weitgehend ausgeschöpft hat (Art. 18 ff. des Natur- und Heimatschutzgesetzes). Teilregelungen existieren zudem in der Wald- und Landwirtschafts-Gesetzgebung von Bund und Kantonen. Im Bereich des Landschaftsschutzes besteht eine geteilte Zuständigkeit von Bund und Kantonen (Art. 78 Abs. 1 und 2 BV).
Private Organisationen des einheimischen Naturschutzes sind etwa Pro Natura oder der Schweizer Vogelschutz.

## USA
Äußerst einflussreich für die Entwicklung des Naturschutzgedankens in den USA war das Buch Man and Nature (1864) von George Perkins Marsh. Marsh, der wesentliche Anregungen durch das Werk Alexander von Humboldts erfuhr, studierte historische und aktuelle Beschreibungen von Landschaften und landwirtschaftlichen Nutzungsformen in vielen Ländern und ergänzte die Lektüre durch eigene Beobachtungen in Europa. Er erkannte die Risiken der Eingriffe des Menschen in die Natur durch Überfischung der Gewässer, Verschmutzung durch Industrie oder Abholzung der Wälder. Der erste Nationalpark der Welt war der Yellowstone-Nationalpark (1872), doch war der Schutz insbesondere der Tierwelt ineffizient. Der in Schottland geborene John Muir setzte Marshs Werk in den USA fort und initiierte den National Park Protection Act (1894) sowie die Schaffung der ersten Nationalparks in Kalifornien.
In den letzten Jahrzehnten haben sich die Konservativen in den USA vielfach zu Gegnern des Naturschutzes entwickelt, der vielfältiger Streitpunkt im Kulturkampf zwischen Liberalen und Konservativen wurde. Gegenstand der konservativen Kritik ist die angeblich oder tatsächlich investitionshemmende Rolle des Natur- und Artenschutzes.

### Wissenschaftliche Literatur
- Michael Succow, Hans Dieter Knapp, Lebrecht Jeschke (alle Hrsg.): Naturschutz in Deutschland: Rückblicke – Einblicke – Ausblicke. Ch. Links-Verlag, Berlin 2012, ISBN 978-3-86153-686-4.
- Arne Andersen: Heimatschutz. Naturschutzbewegung. In: Franz-Josef Brüggemeier, Thomas Rommelspacher (Hrsg.): Besiegte Natur. Geschichte der Umwelt im 19. und 20. Jahrhundert. Beck, München 1986, S. 143–157.
- Richard Hölzl: Environmentalism in Germany since 1900: an Overview. In: Gabriele Dürbeck, u. a. (Hrsg.): Ecological Thought in German Literature and Culture. Lanham MD 2017, ISBN 978-1-4985-1493-4, S. 213–230.
- Richard Hölzl: Naturschutz in Bayern zwischen Staat und Zivilgesellschaft. Vom liberalen Aufbruch bis zur Eingliederung in das NS-Regime, 1913 bis 1945. In: Bund Naturschutz Forschung, Nummer 11, 2013, S. 21–60.
- Otti Wilmanns: Naturschutz. In: Mitteilungen des Badischen Landesvereins für Naturkunde und Naturschutz, N.F. Band 14 (1986–1989), Nr. 2. Freiburg i. Br. 1987, S. 477–481 (zobodat.at [PDF; 476 kB; abgerufen am 24. April 2023]).
- Harald Plachter: Naturschutz. Gustav Fischer, Stuttgart / Jena 1991, ISBN 3-437-20456-4.
- Joachim Radkau, Frank Uekötter (Hrsg.): Naturschutz und Nationalsozialismus. Campus, Frankfurt am Main 2003, ISBN 3-593-37354-8.
- Friedemann Schmoll: Erinnerung an die Natur. Die Geschichte des Naturschutzes im deutschen Kaiserreich. Campus, Frankfurt am Main 2004, ISBN 3-593-37355-6.
- Hans Mattern: Dichter der Schwäbischen Romantik als Vorläufer des Naturschutzgedankens. In: Stuttgarter Arbeiten zur Germanistik. Band 423, Stuttgart 2004, ISBN 3-88099-428-5, S. 307–317.
- John Alexander Williams: Protecting Nature Between Democracy and Dictatorship: The Changing Ideology of the Bourgeois Conservationist Movement, 1925–1935. In: Thomas Lekan, Thomas Zeller (Hrsg.): Germany’s Nature: New Approaches to Environmental History. Rutgers University Press, New Brunswick 2005, S. 183–206.
- Hans Werner Frohn, Friedemann Schmoll (Hrsg.): Natur und Staat. Staatlicher Naturschutz in Deutschland 1906–2006. Landwirtschaftsverlag, Münster 2006, ISBN 3-7843-3935-2.
- Reinhard Piechocki: Genese der Schutzbegriffe: 3. – Naturschutz (1888). In: Natur und Landschaft. 82(3), 2007, S. 110–111, ISSN 0028-0615
- Oliver Kersten: Die Naturfreundebewegung in der Region Berlin-Brandenburg 1908–1989/90. Kontinuitäten und Brüche. Naturfreunde-Verlag Freizeit und Wandern, Berlin 2007, ISBN 978-3-925311-31-4, S. 40 f., 51 f., 88 f., 131 f., 234 f.; Abb, S. 184. (Zugl. Diss. Freie Universität Berlin 2004).
- Klaus-Dieter Hupke: Naturschutz. Eine kritische Einführung. 2. Auflage, Springer Spektrum, Berlin/Heidelberg 2020, ISBN 978-3-662-62131-8, ISBN 978-3-662-62132-5 (E-Book).
- Nicolas Schoof, Rainer Luick, Guy Beaufoy, Gwyn Jones, Petar Einarsson, Javier Ruiz, Vyara Stefanova, Daniel Fuchs, Tobias Windmaißer, Hermann Hötker, Heike Jeromin, Herbert Nickel, Jochen Schumacher, Mariya Ukhanova: Grünlandschutz in Deutschland: Treiber der Biodiversität, Einfluss von Agrarumwelt- und Klimamaßnahmen, Ordnungsrecht, Molkereiwirtschaft und Auswirkungen der Klima- und Energiepolitik. BfN-Skript 539. Bundesamt für Naturschutz, Bonn Bad-Godesberg 2019, 257 S. ISBN 978-3-89624-277-8. (Online).

### Populärwissenschaftliche Literatur
- Wolf-Eberhard Barth: Naturschutz: Das Machbare. Praktischer Umwelt- und Naturschutz für alle. Ein Ratgeber. Paul Parey, Hamburg 1995, ISBN 3-490-11418-3.
- Uwe Wegener: Naturschutz in der Kulturlandschaft: Schutz und Pflege von Lebensräumen. Spektrum Akademischer Verlag, 1998, ISBN 3-8274-0877-6.